# 變形金剛：賽博坦之戰
《變形金剛：賽博坦之戰》（英語：Transformers：War for Cybertron）是一款2010年變形金剛電玩遊戲，孩之寶公司參與設計。玩家可以扮演柯博文在內的多個變形金剛角色進行射擊冒險遊戲。
劇情建構在兩條故事主線劇情，博派路線主要描述對抗敵人、拯救母星，狂派路線則是陳述他們難以抑制內心想要控制宇宙的渴望。